# James R. Campbell
James Romulus Campbell (* 4. Mai 1853 bei McLeansboro, Illinois; † 12. August 1924 ebenda) war ein US-amerikanischer Politiker. Zwischen 1897 und 1899 vertrat er den Bundesstaat Illinois im US-Repräsentantenhaus.

## Werdegang
James Campbell besuchte die öffentlichen Schulen seiner Heimat und studierte danach an der University of Notre Dame in Indiana. Nach einem anschließenden Jurastudium und seiner 1877 erfolgten Zulassung als Rechtsanwalt begann er in McLeansboro in diesem Beruf zu arbeiten. Zwischen 1870 und 1898 war er dort auch Eigentümer und Herausgeber einer Tageszeitung. Gleichzeitig schlug er als Mitglied der Demokratischen Partei eine politische Laufbahn ein. Zwischen 1884 und 1888 war er Abgeordneter im Repräsentantenhaus von Illinois; von 1888 bis 1896 gehörte er dem Staatssenat an.
Bei den Kongresswahlen des Jahres 1896 wurde Campbell im 20. Wahlbezirk von Illinois in das US-Repräsentantenhaus in Washington, D.C. gewählt, wo er am 4. März 1897 die Nachfolge des Republikaners Orlando Burrell antrat. Da er im Jahr 1898 auf eine weitere Kandidatur verzichtete,  konnte er bis zum 3. März 1899 nur eine Legislaturperiode im Kongress absolvieren. In diese Zeit fiel der Spanisch-Amerikanische Krieg von 1898. James Campbell nahm als Offizier einer Infanterieeinheit aus Illinois an diesem Krieg teil. Danach blieb er bis 1901 beim Militär. Dabei war er als Brigadegeneral auf den Philippinen stationiert. Nach seiner Rückkehr nach McLeansboro betätigte er sich dort im Mühlengeschäft und im Bankgewerbe. Er starb am 12. August 1924.